# Келвин
Келвин је термодинамичка температура која је једнака 1/273,15 делу термодинамичке температуре тројне тачке воде. Келвин је основна јединица у СИ за температуру, која се скраћено означава са K. Распон од једног келвина је једнак једном степену целзијуса (°C). 
Келвин је сада дефинисан фиксирањем нумеричке вредности Болцманове константе k на 1,380649×10−23 J⋅K−1. Дакле, један келвин је једнак промени термодинамичке температуре T која резултира променом топлотне енергије kT за 1,380649×10−23 J.
| Претварање   | у                  | Формула         |
| ------------ | ------------------ | --------------- |
| Келвини      | степене Целзијуса  |°C = K - 273,15        |
| Целзијус     | Келвине            | = + 273,15      |
| Келвин       | степене Фаренхајта |°F = K × 1,8 − 459,67  |
| Фаренхајт    | Келвине            |K = (°F + 459,67) / 1,8 |
| Келвини      | електронволте      |K / 11.604,5 =    |
| Електронволт | Келвине            |eV × 11.604,5 =    |

Најнижа могућа температура у свемиру је 0 келвина и назива се апсолутна нула. Тачка мржњења воде износи 273,15 Келвина (напомена: на појединим местима је то 273,14 Келвина)
Јединица је добила назив по лорду Виљему Келвину.
| Тачка          | Келвин   | Целзијус | Фаренхајт |
| -------------- | -------- | -------- | --------- |
| Апсолутна нула | 0        | –273,15  | −459,67   |
| Мржњење воде   | 273,15   | 0        | 32        |
| Кључање воде   | 373,1339 | 99,9839  | 211,9710  |

## Историја
Године 1848, Вилијам Томсон, који је касније постао племић познат као Лорд Келвин, писао је у свом раду О апсолутној термометричкој скали о потреби за скалом у којој је „бесконачна хладноћа“ (апсолутна нула) била нулта тачка скале, и која је користила степен Целзијуса за свој јединични прираст. Келвин је израчунао да је апсолутна нула еквивалентна са -273 °C користећи ваздушне термометре из тог времена. Ова апсолутна скала је тренутно позната као Келвинова термодинамичка температурна скала. Келвинова вредност од „−273“ била је негативна реципрочна вредност од 0,00366 — прихваћеног коефицијента експанзије гаса по степену Целзијуса у односу на тачку леда, дајући изузетну доследност тренутно прихваћеној вредности.
Године 1954. Резолуција 3 десете Генералне конференције за тегове и мере (CGPM) дала је Келвиновој скали модерну дефиницију означавајући троструку тачку воде као другу тачку дефинисања и доделила јој температуру на тачно 273,16 келвина.
Године 1967/1968, Резолуција 3 тринаесте CGPM преименовала је јединични прираст термодинамичке температуре у „келвин”, симбол K, замењујући „степен Келвина”, симболом °K. Штавише, сматрајући корисним да експлицитније дефинише величину јединичног прираштаја, 13. CGPM је такође у Резолуцији 4 наводи да је „келвин, јединица термодинамичке температуре, једнак разломку 1/273.16 термодинамичке температуре троструке тачке воде."
Године 2005, Међународни комитет за мерење и мере, комитет CIPM-а, потврдио је да се за потребе разграничавања температуре троструке тачке воде дефиниција Келвинове термодинамичке температурне скале односи на воду која има изотопски састав специфициран као Бечка стандардна средња вода океана.
Дана 16. новембра 2018. усвојена је нова дефиниција, у смислу фиксне вредности Болцманове константе. Овом променом трострука тачка воде постала је емпиријски утврђена вредност од приближно 273,16 келвина. За потребе правне метрологије, нова дефиниција је званично ступила на снагу 20. маја 2019. године, на 144. годишњицу Конвенције о метру.

## Конвенције о употреби
Према Међународном бироу за тегове и мере, када се спелује или изговара, за јединицу се у множини користе иста граматичка правила као и за друге СИ јединице као што су волт или ом (нпр. „...трострука тачка воде је тачно 273,16 келвина”). Када се упућује на „Келвинову скалу“, реч „келвин“ — која је обично именица — функционише као придев да модификује именицу „скала“ и пише се великим словима. Као и код већине других симбола СИ јединица (изузетак су симболи углова, нпр. 45° 3′ 4″) постоји размак између нумеричке вредности и симбола келвин (нпр. „99,987 К“). (Водич за стилове за CERN, међутим, посебно наводи да се увек користи „келвин“, чак и када је реч у множини.)
Пре 13. CGPM 1967–1968, јединица келвин се називала „степен“, исто као и на другим температурним скалама у то време. Од осталих скала разликовала се било суфиксом придева „Келвин“ („степен Келвина“) или „апсолутним“ („апсолутни степен“) и њен симбол је био °К. Последњи израз (апсолутни степен), који је био службени назив јединице од 1948. до 1954. године, био је двосмислен јер би се такође могао тумачити као да се односи на Ренкинову скалу. Пре 13. CGPM, облик множине је био „апсолутни степени“. Тринаести CGPM је променио назив јединице у једноставно „келвин” (симбол: K). Изостављање „степена“ указује на то да он није релативан у односу на произвољну референтну тачку као што је Целзијусова и Фаренхајтова скала (иако је Ранкинова скала наставила да користи „степен Ранкина“), већ је апсолутна јединица мере којом се може манипулисати алгебарски (нпр. помножено са два да би се указало на дупло већу количину „средње енергије” доступне међу елементарним степенима слободе система).

## Редефинисање 2019.
Године 2005.  је започео програм за редефинисање келвина (заједно са другим СИ јединицама) користећи експериментално ригорознији метод. Конкретно, комитет је предложио редефинисање келвина тако да Болцманова константа има тачну вредност 1,3806505×10−23 J/K. Комитет се надао да ће програм бити завршен на време да га усвоји CGPM на свом састанку 2011. године, али је на састанку 2011. одлука одложена за састанак 2014. године када се разматрао као део ширег програма.
Редефинисање је даље одложено 2014. године, у очекивању прецизнијих мерења Болцманове константе у смислу тренутне дефиниције, али је коначно усвојено на 26. CGPM крајем 2018. године, са вредношћу од k = 1,380649×10−23 J⋅K−1.
За научне сврхе, главна предност је што ово омогућава да се мерења на веома ниским и веома високим температурама изврше прецизније, пошто технике које се користе зависе од Болцманове константе. Такође има филозофску предност, у смислу да је независан од било које одређене супстанце. Јединица J/K је једнака , при чему су килограм, метар и секунда дефинисани у смислу Планкове константе, брзине светлости и трајања основног стања хиперфине транзиције цезијум-133. Дакле, ова дефиниција зависи само од универзалних константи, а не од било каквих физичких артефаката као што је раније практиковано, као што је Међународни прототип килограма, чија се маса током времена разликовала од првобитне вредности. Изазов је био да се избегне деградација тачности мерења близу тројне тачке. У практичне сврхе, редефинисање је било неприметно; вода се и даље смрзава на 273,15 K (0 °C), и трострука тачка воде и даље је уобичајена лабораторијска референтна температура.
Разлика је у томе што је, пре редефинисања, трострука тачка воде била тачна и Болцманова константа је имала измерену вредност од 1,38064903(51)×10−23 J/K, са релативном стандардном несигурношћу од 3,7×10−7. Након тога, Болцманова константа је тачна и несигурност се преноси на троструку тачку воде, која је сада 273,1600(1) K.